# Arrojadita-(KFe)
L'arrojadita-(KFe) és un mineral de la classe dels fosfats, que pertany al grup de l'arrojadita. Rep el seu nom del geòleg brasiler Miguel Arrojado Lisbôa, i de la refinició de l'espècie realitzada l'any 2005 per l'Associació Mineralògica Internacional.

## Característiques
L'arrojadita-(KFe) és un fosfat de fórmula química (KNa)(Fe2+)(CaNa₂)Fe2+
13Al(PO₄)11(PO₃OH)(OH)₂. Cristal·litza en el sistema monoclínic en forma de masses exfoliables. La seva duresa a l'escala de Mohs és 5. Forma una sèrie de solució sòlida amb la dickinsonita-(KMnNa).
Segons la classificació de Nickel-Strunz, l'arrojadita-(KFe) pertany a «08.BF: Fosfats, etc. amb anions addicionals, sense H₂O, amb cations de mida mitjana i gran, (OH, etc.):RO₄ < 0,5:1» juntament amb els següents minerals: dickinsonita-(KMnNa), sigismundita, arrojadita-(SrFe), arrojadita-(KNa), arrojadita-(PbFe), fluorarrojadita-(BaFe), arrojadita-(NaFe), arrojadita-(BaNa), fluorarrojadita-(KNa), fluorarrojadita-(NaFe), samuelsonita, grifita i nabiasita.

## Formació i jaciments
És un mineral primari d'alta temperatura (≈800 °C) que es troba en pegmatites de granit. Sol trobar-se associada a altres minerals com: graftonita, cassiterita, espodumena, beril o moscovita. Va ser descoberta l'any 1925 i anomenada simplement "Arrojadita". Les seves dues localitats tipus són la pegmatita de Serra Branca, a Pedra Lavrada, (Paraíba, Brasil) i la mina Nickel Plate, a Keystone, (Dakota del Sud, Estats Units). També ha estat descrita a Alemanya, l'Argentina, Austràlia, el Brasil, el Canadà, altres indrets dels Estats Units, Finlàndia, França, Itàlia, el Japó, el Marroc, Namíbia, Polònia, Portugal, el Regne Unit, la República Txeca, Suècia, la Xina i Zimbàbue. A Espanya se n'ha trobat a la pedrera Julita, a Garcirrey (Salamanca, Castella i Lleó) i al cap de Creus, a Cadaqués (Girona, Catalunya).